# حمام غلشن
حمام غلشن (بالفارسية: حمام گلشن) هو حمام تاريخي يعود إلى القاجاريون، ويقع في لاهيجان.